# جخادب
جُخَادِب (الاسم العلمي Saga pedo) نوع من الجنادب المفترسة وفصيلة القبوطيات. توجد في جميع أنحاء الجزء الأوروبي المطل على البحر الأبيض المتوسط وتمتد إلى أقصى شرق آسيا مثل الصين. يصل طولها إلى 12 سم. إناثها أكبر حجمًا من الذكور. وهي تعد أكبر الحشرات الموجودة في أوروبا. ثوبها إلى الخضار الباهت يقطبها من كلتي جانبيها، من العين إلى المرز، خط أبيض وردي. تكثر في الصيف والخريف. تسرح على الأرض بين الأعشاب والأدغال. قوتها الحشرات الصغيرة.